# Chiesa della Natività di Maria Vergine e Santi Fermo e Rustico
La chiesa della Natività di Maria Vergine e Santi Fermo e Rustico è la parrocchiale di Sombreno frazione di Paladina, situata in via Bergamo n. 14, in provincia e diocesi di Bergamo, inserita nel vicariato di Almenno-Ponteranica-Villa d'Almè.

## Storia
La chiesa ha una storia molto antica, erano indicate due chiese nella località di Sombreno, una intitolata ai due santi Fermo e Rustico e una alla Natività della Vergine. la leggenda vuole che i due santi si incontrarono proprio in questo posto durante il trasferimento nella prigione di Milano del santo Fermo, a causa della sua fede cristiana.
Un atto rogato presso la cappella battesimale della chiesa intitolata alla natività risulta registrato nel maggio del 1093 quanto un certo Attone si riservava il diritto delle decime sul terreno appartenente alla cappella di santa Maria. Secondo uno studio condotto da Elia Fornoni la chiesa fu la prima del territorio a divenire battesimale, nonché parrocchia di Paladina e Ossanesga. Sarà poi il 1360 nella “nota ecclesiarum”, voluta da Bernabò Visconti per imporre tributi in base alle chiese bergamasche da versare alla famiglia Visconti di Milano e alla chiesa romana.
La chiesa fu visitata da san Carlo Borromeo dell'autunno del 1575, ed è indicata come facente parte della pieve di Scano, dedicata ai santi Fermo e Rustico, e la chiesa di Santa Maria è citata come antica sede parrocchiale. Nel 1577 fu stilato il documento “Beneficiorum ecclesiasticorum” dove viene indicata la chiesa intitolata a santa Maria. Per chiarire serve indicare che il 1520 la chiesa intitolata a Santa Maria era indicata sul monte, mentre quella dei santi Fermo e Rustico si indica “che fu costruita per maggiore comodità dei vicini e che è più vicina e più comoda per lo stesso paese”. Vi era quindi tra le due chiese, quella al piano e quella a monte, una certa rivalità. Nel 1533 fu nominato parroco un certo Battista Solario, che, dichiarando quanto fosse più urbanizzata la località al piano intitolata ai due santi, decise di farvi la sua residenza, abbandonando quella di Santa Maria a monte. Per quanto il vescovo Vittore Soranzo il 5 agosto 1550 consacrò la chiesa ai santi Fermo e Rustico. Nella chiesa vi era il battistero, si custodiva il Santissimo Sacramento e gli oli sacri del giovedì santo, poteva quindi celebrare le diverse funzioni liturgiche. Fu posta una lapide commemorativa a ricordo di questa consacrazione poi perduta.
La chiesa fu riedificata non più dal classico orientamento con l'abside a est, ma nel Cinquecento si era ormai modificata questa tradizione. Nel Seicento la chiesa fu nuovamente oggetto di rinnovamento in stile barocco, mentre nell'ottobre del 1611 si dovette intervenire a restaurare la torre campanaria che sembrava fosse insicura, restauro finanziato da Francesco Pesenti, come prestito da restituirsi entro dieci anni.
Nuovi lavori furono eseguiti nel XVIII secolo, atti migliore e abbellire l'aula. La ristrutturazione fu eseguita a opera del parroco Cristoforo Querengo con l'ampliamento e la costruzione di una nuova sagrestia.
L'unificazione fu solo nel 1806. Le due chiese avevano la presenza di differenti congregazioni gestite da sindaci del territorio. Nel 1861 le due chiese furono nominate comparrocchiali.
Il 18 agosto 1934 la chiesa fu consacrata dal vescovo Adriano Bernareggi che la intitolò il 23 ottobre 1958 stabilì che la chiesa al piano avesse la doppia intitolazione Natività di Maria Santissima in Santi Fermo e Rustico. 
Nel XX secolo, nonostante ormai la sede della parrocchia fosse considerata la chiesa al piano, la denominazione continuò ad essere ambivalente, così il 23 ottobre 1948 il vescovo Adriano Bernareggi stabilì che la parrocchia di Sombreno fosse denominata "parrocchia della Natività di Maria Santissima in San Fermo e San Rustico". Durante la consacrazione il vescovo pose nell'altare maggiore le reliquie dei santi Fermo e Rustico.
Il Novecento vide lavori di manutenzione straordinaria dell'edificio con la nuova pavimentazione del sagrato e il rifacimento della facciata.
Con decreto del 27 maggio 1979, la chiesa fu inserita nel vicariato di Almenno-Ponteranica-Villa d'Almè dal vescovo Giulio Oggioni.

## Descrizione

### Esterno
L'edificio, anticipato dal sagrato pavimentato con lastre di pietra e delimitato da un basso muretto, presenta la facciata intonacata divisa da una cornice marcapiano su due ordini. La facciata risalente al Settecento, presenta un corpo centrale avanzata con lesene e contro-lesene che si raccordano con le pareti laterali. Le lesene di misure ampie sono complete di zoccolatura e capitelli ionici in pietra sagomata sui quali corre il cornicione e la trabeazione. Anche il portale si è in pietra scolpita con lesene e timpano spezato. Nella parte inferiore vi è il portale del XVIII secolo completo di paraste e architrave a cuspide in pietra sagomata completa di timpano spezzato con stemma centrale. La facciata prosegue nella parte superiore con la grande finestra rettangolare atta a illuminare l'aula completa di contorno sagomato in muratura e che prosegue nella parte superiore di un cartiglio su cornice sempre di muratura con la dicitura: «DOM AC FIRMO ET RUSTICO». Concludono la facciata le statue della Madonna centrale e ai lati quella dei santi Fermo e Rustico.
A sinistra del fronte principale, si trova la cappella dedicata al Sacro Cuore edificata nel XIX secolo dalla confraternita del Santissimo Sacramento. La cappella che ha un ingresso sul sagrato con portale modanato, ha accesso anche dall'interno della chiesa.

### Campanile
La torre campanaria fu edificata nel Settecento grazie al lascito testamentario di Pietro Nervi che aveva lasciato “500 scudi da lire sette” per la sua elevazione. I denari sarebbero dovuti esser versati a sei mesi dalla sua morte. Il legato testamentario venne affidato ai conti Pesenti come volontà del Nervi. La costruzione iniziò nel 1778 fino al 1784, quando il campanile risulta fosse terminato. Le quattro nuove campane furono collaudate da Johann Simon Mayr, musicista presenta a Bergamo, dove era direttore della cappella di musica della basilica mariana. Le campane furono benedette il 23 luglio 1821.
Le campane furono poi sostituite con un concerto di cinque campane fuse dalla ditta Pruneri e benedette dal vescovo Gaetano Camillo Guindani. Dopo la seconda guerra mondiale, furono recuperate le campane che erano state sequestrate per essere fuse, furono nuovamente rifuse dalla ditta di Carlo Ottolina di Seregno e poste il 24 giugno 1951 quando furono benedette dal vescovo Bernareggi. Il campanile fu ultimato con la cuspide nel 1968.

### Interno
L'interno a pianta rettangolare a navata unica, si sviluppa su tra campate divise da colonne complete di alta zoccolatura e capitelli d'ordine corinzio che sostengono il cornicione da dove si parte la volta a botte.
Nella prima campata a sinistra vi è il fonte battesimale, a cui corrisponde a destra un confessionale ligneo. Seguono poi gli altari dedicati al Sacro Cuore di Gesù, a san Giuseppe e alla Deposizione dalla croce completi di tele a soggetto. Alla zona presbiteriale a pianta rettangolare è rialzata da tre gradini marmorei e ha la copertura a botte, terminante con il coro dell'abside coperto da catino.
Di particolare rilievo è il dipinto su tavola cinquecentesca di Jacopo Palma il Vecchio raffigurante l'Dio Padre benedicente, il dipinto potrebbe essere la parte rimasta di un polittico.
Dell'antica chiesa rimane a testimonianza un affresco raffigurante “san Rocco con la Madonna, il Bambino e sant'Anna”, risalente a Quattrocento. L'interno conserva parte del polittico composto di nove tavole. Delle parti che componevano il polittico, ve ne sono presenti solo quattro: la Madonna col Bambino e i santi Fermo e Rustico nonché Dio padre benedicente, opere di Giovanni Galizi De Vecchi della famiglia Santacroce. La Madonna col Bambino presenta sul piedistallo dove è posta la Vergine la datazione 1543, e la firma dell'artista: “IOANES DE GALIZIS BERGOMENSIS PINXIT HOC OPVVS I VENETIIS”. Il polittico che era inizialmente posto come pala dell'altare maggiore fu sostituito nel 1701 con la tela di Francesco Polazzo Madonna in gloria col Bambino, santi Giovannino, Fermo e Rustico, angeli e il donatore Giovanni Pesenti la pala fu infatti commissionata dall'allora parroco don Pesenti. Per alcuni anni la tela fu ritenuta lavoro di Giovanni Raggi venendo poi attribuita al Polazzo in base allo stile pittorico, anche dopo il ritrovamento della commissione del parroco dove risulta che avesse fatto realizzare una “bella ancora” verso la fine del Settecento da Francesco Polazzo. Fanno pendants le due tele laterali di Gaetano Peverada: Miracolo di san Fermo, e Martirio di san Fermo del 1765.
La controfacciata ospita tre tele: Angelo custode lavoro di Carlo Ceresa, Sant'Antonio da Padova con Bambino e la Madonna del rosario lavori settecenteschi di anonimo.